# Giáo hoàng Xíttô I
Xíttô I (Latinh: Sixtus I) là vị giáo hoàng thứ bảy của Giáo hội Công giáo. Tên của ông, Sixtus có nguồn gốc Hy Lạp, sau ghi nhầm thành Xystus và tiếp tục được đánh số cho các Giáo hoàng có cùng tên.
Theo danh mục Liberian Catalogue của các Giáo hoàng thì ông cai trị giáo hội trong thời gian cai trị của Hoàng để Rô-ma Hadrian, có nghĩa là từ năm 117 đến năm 126. Theo Niên giám Tòa thánh năm 1861 thì ông lên ngôi năm 119 và triều đại của ông kéo dài 9 năm. Niên giám năm 2003 xác định triều đại của ông là từ năm 115 tới năm 125. Theo Niên giám thống kê năm 2008 (Libreria Editrice Vaticana) thì triều đại của Giáo hoàng Sixtus kéo dài trong khoảng từ năm 117 hoặc 119 tới năm 126 hoặc 128.
Có sự khác nhau về thời gian cai trị của ông trong các tài liệu của thánh Eusebius. Trong Chronicon nói rằng ông làm Giáo hoàng trong khoảng từ 114 cho tới 124. Nhưng trong Lịch sử ecclesiatica lại cho rằng từ 114 cho tới 128.Tuy vậy các tài liệu đều đồng ý rằng thời gian cai trị của ông kéo dài trong khoảng 10 năm.
Ông được sinh ra tại Roma, tên cha là Pastor (Pastor dịch theo tiếng Latinh là Người chăn dắt ). Theo Liber Pontificalis (ed. Duchesne, I.128), thì ông đã ấn định dùng khăn vải để che chén thánh và không một ai, ngoại trừ các thừa tác viên có chức thánh mới được cầm trực tiếp các đồ thánh. Ông cũng truyền hát kinh tiền xướng trước Thánh lễ. Ngài tiếp tục công việc tổ chức Giáo hội. Ngài đưa bài thánh ca ba phần "Thánh, Thánh, Thánh" vào hát trong Thánh Lễ và được xem là người đã lập ra mùa chay.
Felician Catalogue của Giáo hoàng cho rằng ông là một người đã tử vì đạo. Truyền thống Kitô giáo của các thế kỷ IV và V đã khẳng định điều này. Ông được chôn cất tại Vatican, bên cạnh thánh Phêrô. Tuy nhiên việc ông chịu tử đạo không có được những bằng chứng thuyết phục. Điều cần lưu ý là việc các tiền nhân của Kitô giáo đã chết vì đức tin được xem là bình thường đối với các Kitô hữu của thời kỳ này. Tương truyền các di tích của ông đã được chuyển giao cho Alatri vào năm 1132, mặc dù O. Jozzi ("Il Corpo di S. Sisto I., cha E martire rivendicato Alla Basilica Vaticana", Rome, 1900) cho rằng chúng vẫn đang được lưu giữ trong Vatican Basilica. Ông được coi là một vị thánh và được giáo hội kính nhớ vào ngày 3 tháng 4.